# Прован, Дэвид (1941)
Дэ́вид Про́ван (англ. David Provan; 11 марта 1941, Фолкерк, Стерлингшир — 26 ноября 2016) — шотландский футболист, известен по выступлениям за «Рейнджерс», в составе которого выиграл ряд национальных титулов.

## Биография

### Игровая карьера
Прован большую часть футбольной карьеры играл за «Рейнджерс», в составе которого отыграл 12 сезонов, сыграв во всех турнирах более 250 матчей и забил 11 голов. В составе «Рейнджерс» Прован выиграл 4 чемпионских титула, 5 Кубков Шотландии и 4 Кубка шотландской лиги, выиграв в 1964 году сразу три национальных титула. В 1967 году «Рейнджерс» дошли до Финала Кубка обладателей кубков, где со счётом 1:0 проиграли «Баварии».
В июне 1970 года переехал в Англию, где стал игроком клуба «Кристал Пэлас», сыграв в чемпионате один матч. Затем он перешёл в «Плимут Аргайл», в котором играл в течение трёх сезонов, сыграв 139 матчей и забил 10 голов. Его последним клубом в карьере стал «Сент-Миррен», в котором он сыграл 13 матчей.

### Тренерская карьера
Начал тренерскую карьеру в «Сент-Миррене» в качестве помощника главного тренера Алекса Фергюсона.
С 1978 по 1983 год работал главным скаутом в «Рейнджерс», а в 1987 году стал главным тренером клуба «Альбион Роверс». В 1989 году в качестве главного тренера он выиграл с командой Второй дивизион.

### Смерть
Скончался 26 ноября 2016 года в возрасте 76 лет после продолжительной болезни.

## Достижения
«Рейнджерс»
- Чемпион Шотландии (4): 1958/59, 1960/61, 1962/63, 1963/64
- Обладатель Кубка Шотландии (5): 1959/60, 1961/62, 1962/63, 1963/64, 1965/66
- Обладатель Кубка шотландской лиги (4): 1960/61, 1961/62, 1963/64, 1964/65